# Karl von Krauß

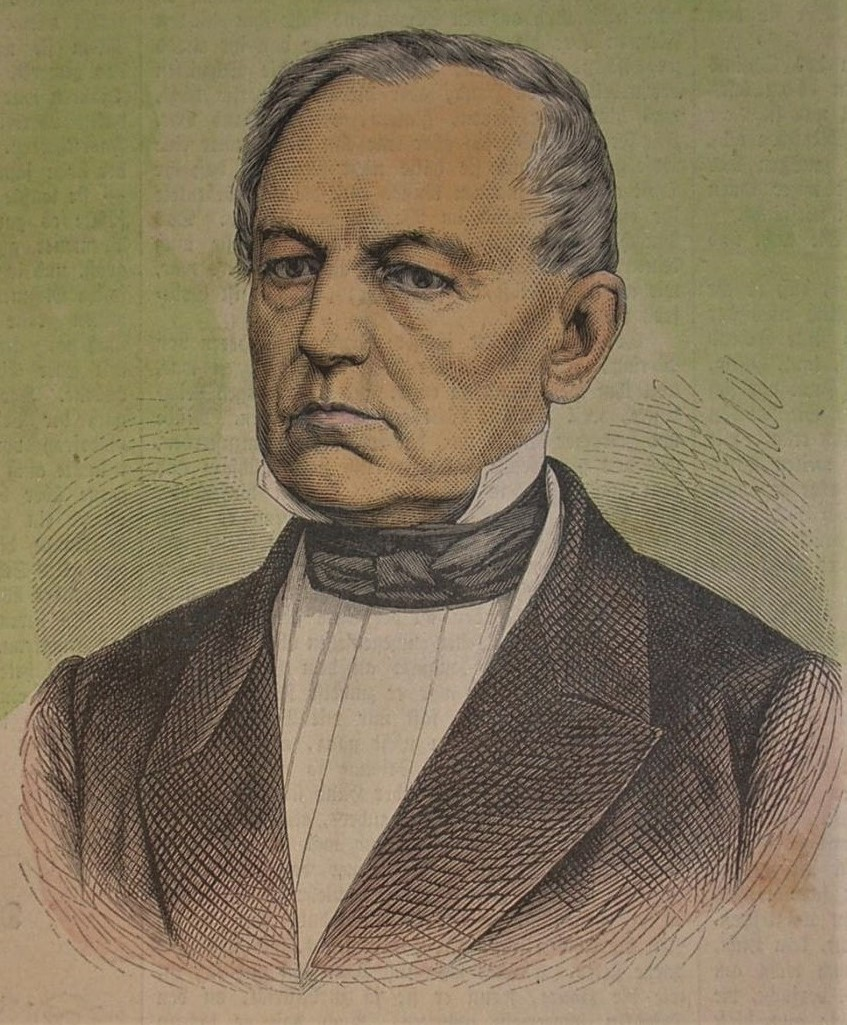
Karl Freiherr von Krauß (Holzstich, 1879)

Karl von Krauß, 1834 als Ritter von Krauß in den Adelsstand erhoben, ab 1852 Freiherr von Krauß (* 13. September 1789 in Lemberg, Galizien; † 5. März 1881 in Wien), war im Kaisertum Österreich juristischer Beamter und, von Franz Joseph I. berufen, von 1851 bis 1857 in den Kabinetten Felix zu Schwarzenberg und Karl Ferdinand von Buol-Schauenstein k. k. Justizminister.

## Familie
Sein jüngerer, aber 20 Jahre früher verstorbener Bruder Philipp von Krauß (1792–1861) war 1848–1851 k. k. Finanzminister, sein Bruder Franz Beamter. Sie stammten aus einer bayrisch-österreichischen Beamtenfamilie; ihr Vater hatte einen Posten im Kronland Galizien. Franz’ Sohn Franz von Krauß wurde 1885 in Wien Polizeipräsident.

## Leben
Karl von Krauß studierte in Lemberg Jus und trat 1809 in den Staatsdienst. 1825 wurde er Direktor der juridischen Fakultät der Universität Lemberg, 1833 Präsident des galizischen Landrechts und 1846 Vizepräsident der Obersten Justizstelle, des Vorgängers des 1848 gegründeten Obersten Gerichtshofes von Österreich.
1850 wurde Krauß in den Wiener Gemeinderat gewählt.
1851 ernannte Kaiser Franz Joseph I., damals 21 Jahre alt, den 62-Jährigen zum Justizminister. Der Monarch regierte zu dieser Zeit, die später Neoabsolutismus genannt wurde, ohne Parlament. Sein Regierungschef war bis 1852 der um dreißig Jahre ältere Fürst Schwarzenberg, dann Graf Buol, um 33 Jahre älter als der Kaiser.
Nach seiner Ministerschaft wurde Krauß 1857 vom Kaiser zum Präsidenten des Obersten Gerichtshofes ernannt. 1859 verlieh ihm die Stadt Wien die Ehrenbürgerwürde.  Ab 1861 war er außerdem, vom Kaiser auf Lebenszeit berufen, Mitglied des neu konstituierten Herrenhauses des Reichsrats.
1867, nun schon 78 Jahre alt, wurde er vom Kaiser zum Präsidenten des Reichsgerichts, des neuen Gerichtshofs des öffentlichen Rechts für die im Reichsrat vertretenen Königreiche und Länder (Cisleithanien), designiert. Das Reichsgericht nahm seinen Betrieb 1869 auf.
Krauß starb im Stadtzentrum Wiens im Haus Plankengasse 7. Sein Leichnam wurde am 7. März 1881 unter Beteiligung der obersten Beamten des kaiserlichen Hofstaates, dreier Erzherzoge und vieler anderer prominenter Persönlichkeiten in der Hofpfarrkirche St. Augustin eingesegnet und auf dem Wiener Zentralfriedhof bestattet.
Karl von Krauß heiratete 1829 Amalie Freiin von Ochsner (1811–1837). Aus der Ehe gingen zwei Söhne hervor, Karl von Krauß (* 1834), Leiter des Generalkonsulats in Venedig sowie Sektionschef im Ministerium des Äußern, und Heinrich von Krauß (* 1837), Landgerichtsrat in Linz. Zu Karl von Krauß’ Enkeln gehörte die Malerin Helene von Krauß.

## Würdigung
Am Tag nach Krauß’ Tod schrieb die Wiener Tageszeitung Neue Freie Presse unter anderem:
… Welch eine Fülle von Ereignissen und Wandlungen, von Triumphen und Katastrophen ist mit diesem Leben verknüpft, von dem mehr als siebzig Jahre dem österreichischen Staatsdienst gewidmet waren! … Das kaiserliche Handschreiben, mit welchem er vor wenigen Wochen am Ziele einer beispiellosen, glänzenden Laufbahn ausgezeichnet wurde und welches seiner unter drei Kaisern geleisteten ausgezeichneten Dienste gedachte, hat nicht zuviel gesagt, wenn es ihn als eine Zierde des Richterstandes, als ein erhebendes Beispiel unermüdlicher Pflichttreue für den gesammten Beamtenstand bezeichnete. … …
Der Nachruf führte aus, Krauß habe sich bis zuletzt gegen jene gewandt, die heute die Umgestaltung Österreichs unternähmen. Er habe sich der Deutschliberalen Partei angeschlossen und sei gegen eine Politik aufgetreten, die sich auf die Polen, Czechen und Ultramontanen stütze. Im Schlussteil des Nachrufs hieß es:
Ach, die Patrioten in Oesterreich werden ihre arg gelichteten Reihen sehr fest zusammenschließen müssen, wenn sie den Ereignissen standhalten sollen, welche gegen sie heranstürmen. Wenn es aber noch etwas gibt, was ihnen Muth und Kraft verleihen kann, selbst diesen Kampf siegreich zu bestehen, so ist es das erhebende Bewußtsein, Ueberzeugungs- und Gesinnungsgenossen besessen zu haben, wie der Freiherr v. Krauß einer gewesen ist.
In der Sitzung des Herrenhauses vom 8. März 1881 führte dessen Präsident, Ferdinand Graf Trauttmansdorff (1825–1896), aus, Krauß, durch lange Jahre der allverdiente Nestor dieses hohen Hauses, werde sein Name in ehrenvollem Andenken unter den Lebenden bleiben und in unauslöschlichen Zügen in den Annalen dieses hohen Hauses verzeichnet sein.